# ميسلين دوفال
ميسلين دوفال فوردين (بالإنجليزية: Miselaine Duval)‏ هي ممثلة كوميدية ومنتجة تلفزيونية وكاتبة من موريشيوس، اشتهرت بكونها أحد أعضاء فريق التمثيل في المسلسلين التلفزيونين (Fami Pa Kontan) و(Kel Famille). وهي مؤسِّسة مجموعة كوميكو (Komiko) الكوميدية.    

## مسيرتها
كانت ميسلين دوفال مهتمة بالتمثيل منذ أن كانت في الثانية عشرة من عمرها، بعد أن أكملت دراستها بدأت تلعب أدوارا مختلفة في عدد من البرامج التلفزيونية، وقررت في النهاية أن تبدأ حياتها المهنية في مجال الكوميديا.

## التلفاز
| السنة     | العنوان        | الدور           | ملاحظات   |
| --------- | -------------- | --------------- | --------- |
| 2014      | La Vie Ki Dir  | مانويلا         | خادمة     |
| 2012-2013 | Fami Pa Kontan | ماري جين بافيير | أم        |
| 2008      | Kel Famille    | ماريا           | دور أساسي |